# Sphaerotheca
Sphaerotheca is een geslacht van kikkers uit de familie Dicroglossidae. De groep werd voor het eerst wetenschappelijk beschreven door Albert Carl Lewis Gotthilf Günther in 1859.
Er zijn 5 soorten die voorkomen in delen van Azië en voorkomen in de landen India, Nepal, Pakistan en Sri Lanka.

## Soorten
Geslacht Sphaerotheca
- Soort Sphaerotheca breviceps
- Soort Sphaerotheca dobsonii
- Soort Sphaerotheca leucorhynchus
- Soort Sphaerotheca rolandae
- Soort Sphaerotheca strachani

Allopaa · 
Chrysopaa · 
Euphlyctis · 
Fejervarya · 
Hoplobatrachus · 
Limnonectes · 
Nannophrys · 
Nanorana · 
Ombrana · 
Quasipaa · 
Sphaerotheca